# Malin Rumin
Malin Rumin, född Sandler 15 juli 1980,är en svensk volleybollspelare (passare). Hon spelade 70 landskamper för Sveriges landslag. Hon har spelat med Vallentuna VBK i Sverige, Volley Modena i Italien och TI-Volley i Österrike.